# Metropolia Bloemfontein
Metropolia Bloemfontein – metropolia Kościoła rzymskokatolickiego w Republice Południowej Afryki. W jej skład wchodzi metropolitalna archidiecezja Bloemfontein oraz cztery diecezje. Powstała podczas reformy administracyjnej Kościoła południowoafrykańskiego 11 stycznia 1951. Od 2020 urząd metropolity sprawuje abp Zolile Peter Mpambani SCI. 

## Diecezje
- Archidiecezja Bloemfontein
- Diecezja Bethlehem
- Diecezja Keimoes-Upington
- Diecezja Kimberley
- Diecezja Kroonstad